# Dulzura (California)
Dulzura es un área no incorporada ubicado en el condado de San Diego en el estado estadounidense de California. La localidad se encuentra ubicada a 25 millas al sureste de San Diego y a 100 millas al norte de la frontera entre Estados Unidos y México.

## Geografía
Dulzura se encuentra ubicada en las coordenadas 32°38′N 116°46′O / 32.633, -116.767.

## Educación
El Distrito de Escuelas Preparatorias de Grossmont Union gestiona las escuelas preparatorias que sirven al área.